# برونو (دهانه)
برونو یک دهانه برخوردی در ماه‌ است.